# Kasota (Minnesota)
Kasota es una ciudad ubicada en el condado de Le Sueur en el estado estadounidense de Minnesota. En el Censo de 2010 tenía una población de 675 habitantes y una densidad poblacional de 259,32 personas por km².

## Geografía
Kasota se encuentra ubicada en las coordenadas 44°17′25″N 93°58′7″O / 44.29028, -93.96861. Según la Oficina del Censo de los Estados Unidos, Kasota tiene una superficie total de 2.6 km², de la cual 2.6 km² corresponden a tierra firme y (0%) 0 km² es agua.

## Demografía
Según el censo de 2010, había 675 personas residiendo en Kasota. La densidad de población era de 259,32 hab./km². De los 675 habitantes, Kasota estaba compuesto por el 94.67% blancos, el 1.19% eran afroamericanos, el 0.59% eran amerindios, el 0.74% eran asiáticos, el 0% eran isleños del Pacífico, el 0.89% eran de otras razas y el 1.93% pertenecían a dos o más razas. Del total de la población el 2.22% eran hispanos o latinos de cualquier raza.